# Моторыгин, Максим Антонович
Макс́им Анто́нович Моторы́гин (род. 24 декабря 2002, Воронеж) — российский хоккеист, вратарь московского «Динамо», выступающего в КХЛ.

## Карьера
Моторыгин начал заниматься хоккеем в Воронеже, затем продолжил заниматься хоккеем в клубе «Дмитров». В 2015 году перешёл в систему московского «Динамо» и в сентябре 2019 года дебютировал в МХЛ за МХК Динамо, сыграв в дебютном сезоне 20 игр.
Играл в ВХЛ за несколько клубов, в том числе за ЦСК ВВС и «Тамбов», став основным вратарём в сезоне 2022/23 в этом клубе.
Дебютировал в КХЛ за московское «Динамо» 4 сентября 2023 года в матче против хабаровского «Амура», который закончился победой москвичей со счётом 3:1. Моторыгин стал самым молодым вратарём московского «Динамо» в КХЛ, который играл за этот клуб. Всего в дебютном сезоне регулярного чемпионата сыграл 28 матчей, показав 91,7 % отражённых бросков.